# Montagrier
Montagrier é uma comuna francesa na região administrativa da Nova Aquitânia, no departamento Dordonha. Estende-se por uma área de 14,18 km². Em 2010 a comuna tinha 516 habitantes (densidade: 36,4 hab./km²).